# 莱茵河
萊茵河（德語： [ʁaɪn] ⓘ；法語： [ʁɛ̃] ⓘ；荷蘭語： [rɛin] ⓘ；義大利語： [ˈrɛːno]）是一條歐洲国际河流，發源於瑞士格勞賓登州的阿尔卑斯山區，流经列支敦士登、奥地利、德國和法國，最終于荷蘭流入北海。萊茵河全長1,232公里，通航區段為883公里，流域面积18.5万平方公里。莱茵河是欧洲長河之一，同时也是世界上最繁忙的流域之一。莱茵河三角洲由于交通便利，形成了許多欧洲早期的商业城市，例如布鲁日、安特卫普與鹿特丹等。在歷史上，莱茵河与多瑙河共同构成罗马帝国北界，擔任贸易交通的用途。萊茵河沿岸有許多葡萄園，也有許多古堡和田園村鎮。從美因茨到科布倫茨的萊茵河段風景優美，沒有架設任何橋樑，全靠擺渡過河，目的是為了保存該河段的自然風貌。

## 地理

### 瑞士

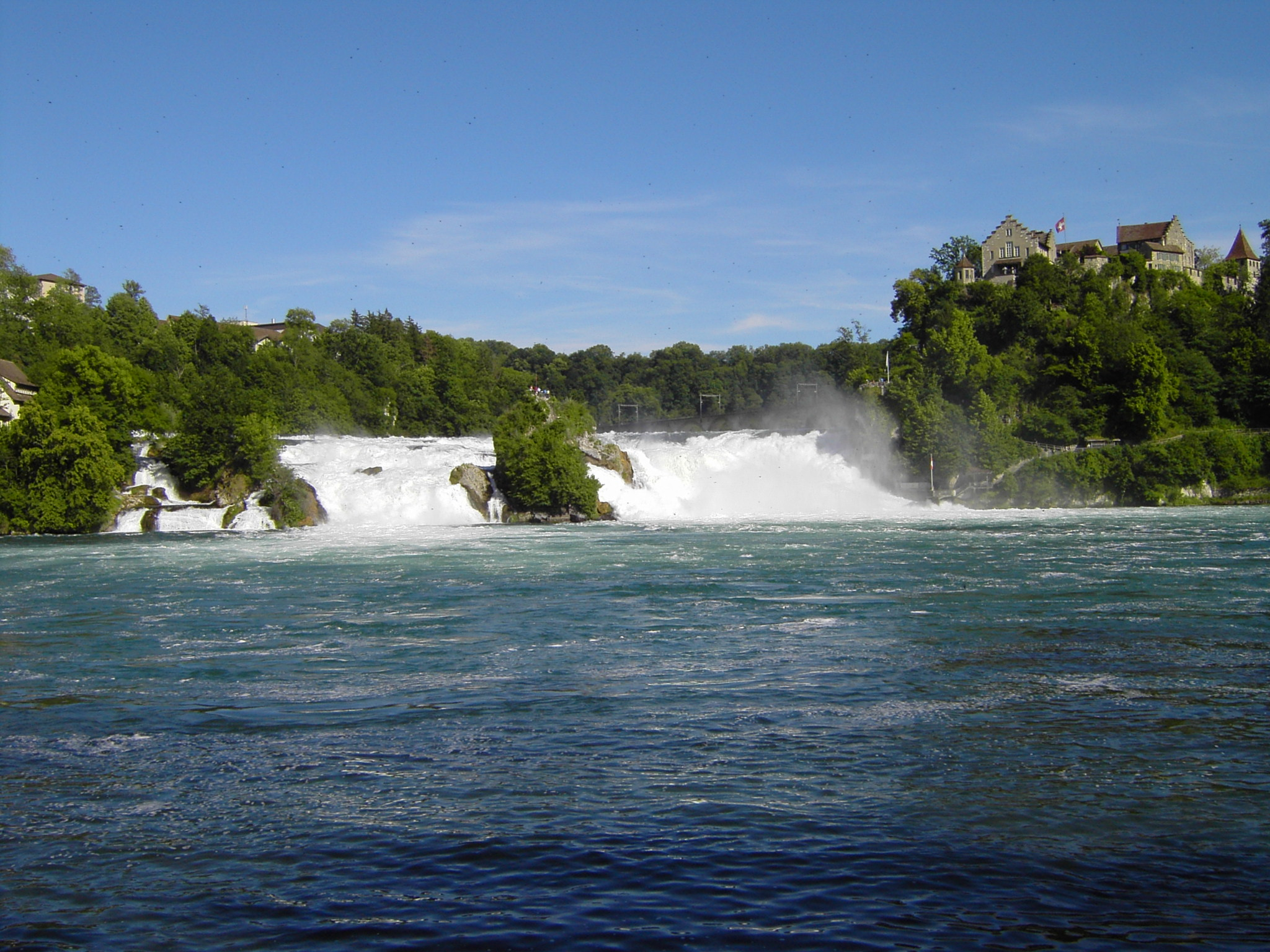
在瑞士沙夫豪森州的萊茵瀑布

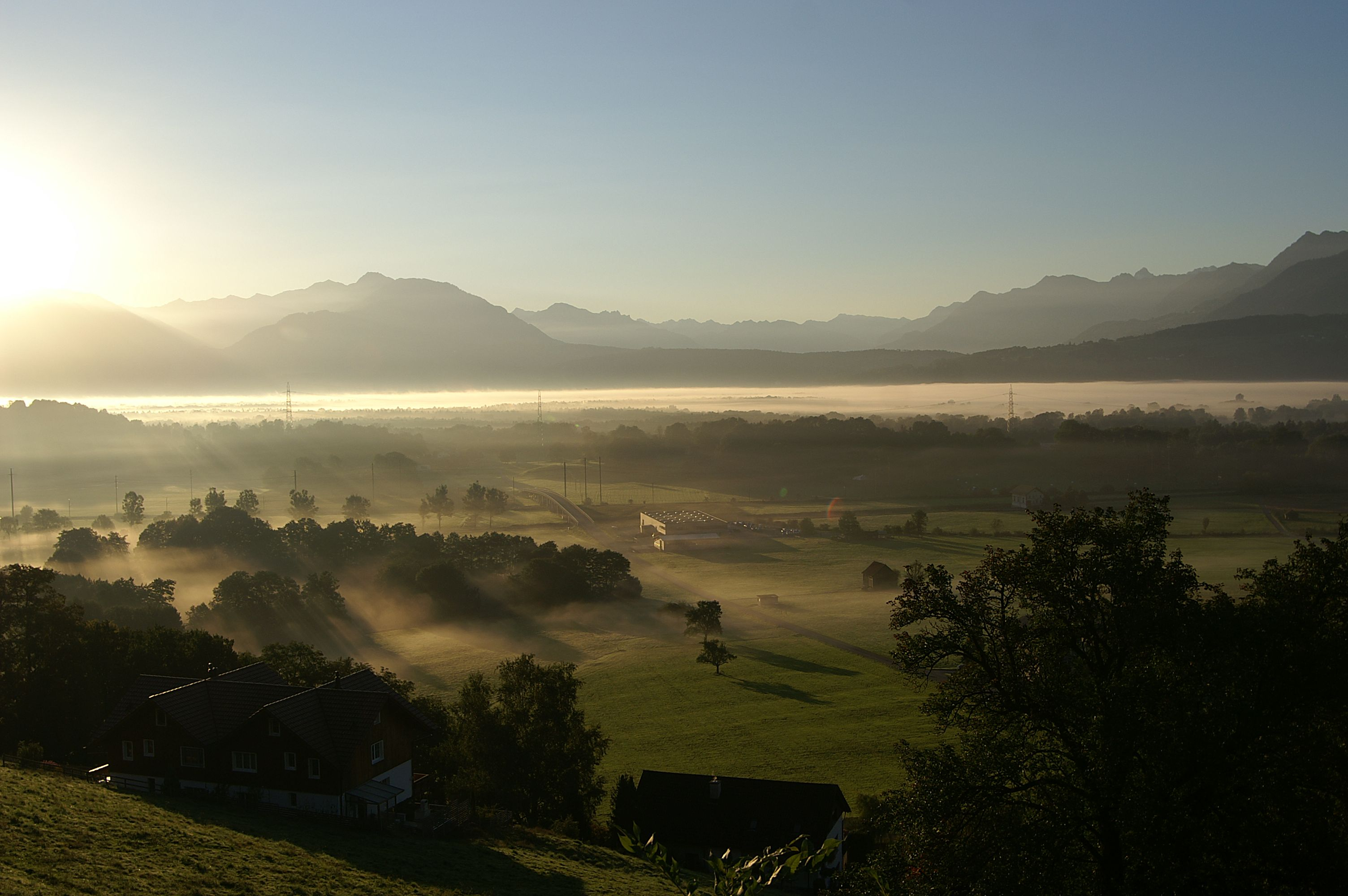
瑞士莱茵山谷的晨雾

萊茵河發源於位於瑞士格勞賓登州境內的阿爾卑斯山區，這裡有兩條主要的支流：前萊茵河（Vorderrhein）與後萊茵河（Hinterrhein）。前萊茵河發源於靠近上阿尔卑斯山口（Oberalp Pass）的圖馬湖（Lake Tuma），然後通過Ruinaulta（瑞士大峽谷）。後萊茵河則發在瑞士南部靠近萊茵瓦爾德峰（Rheinwaldhorn）的天堂冰河（Paradies glacier）。兩條支流在格勞賓登州的赖谢瑙（Reichenau）相會合。從賴興瑙開始，萊茵河開始往北流，流經庫爾、列支敦斯登，然後是奧地利，最後進入博登湖，這段河道稱為阿爾卑斯萊茵河（Alpenrhein River）。從博登湖開始，萊茵河開始往西流，流經萊茵瀑布，然後阿勒河流入萊茵河，使得萊茵河流量增加至每秒1000立方公尺，這段河道稱為高萊茵河（Hochrhein）。在它於巴塞爾往北流之前（Rhine knee），這段河道也構成了瑞士與德國的邊界。

### 德國與法國
在流經巴塞尔之后，萊茵河構成了德國與法國的南部邊界界河，然後在靠近卡爾斯魯厄的莱茵施泰滕（Rheinstetten）進入德國境內。
萊茵河有超過1000公里的河道位在德國境內，所以萊茵河也成为德國最長的河流。在德國境內有一些主要的支流注入萊茵河，例如內卡河、摩澤爾河與美因河，使得有每秒超过300立方公尺的水量注入萊茵河。
在賓根（Bingen）與科布伦茨之間的萊茵河，穿過了萊茵河谷（Rhine Gorge）。萊茵河谷是因為萊茵河侵蝕所造成的，與地層的上升發生在同一時間，因為地層的上升提高了河道的高度。這個地區的河谷相當深，而附近也以許多城堡與葡萄園聞名於世。這段萊茵河（被稱為浪漫的萊茵河）因為擁有超過40棟中古世紀的城堡或堡壘與許多秀麗的葡萄鄉村而在2002年被列入世界遺產。
联合国教科文组织的评价为：延绵65公里的莱茵河中游河谷，与河畔的古堡、历史小城、葡萄园一起生动地描述了一段人类与变迁的自然环境相互影响的漫长历史。几个世纪来，这里发生的众多历史事件、演绎的许多传奇，对作家、艺术家和作曲家产生了很大影响。

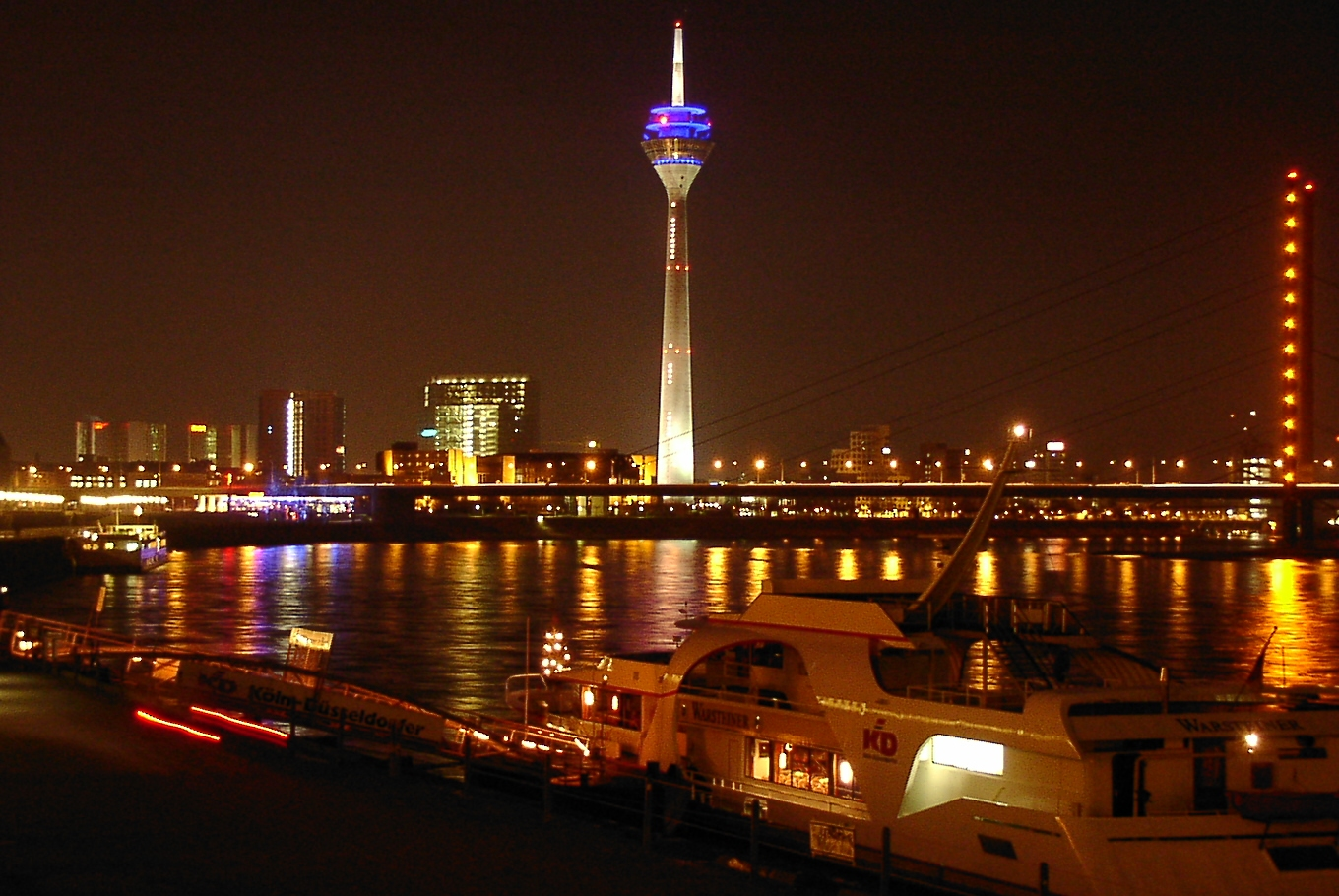
萊茵河流經德國城市杜塞爾多夫

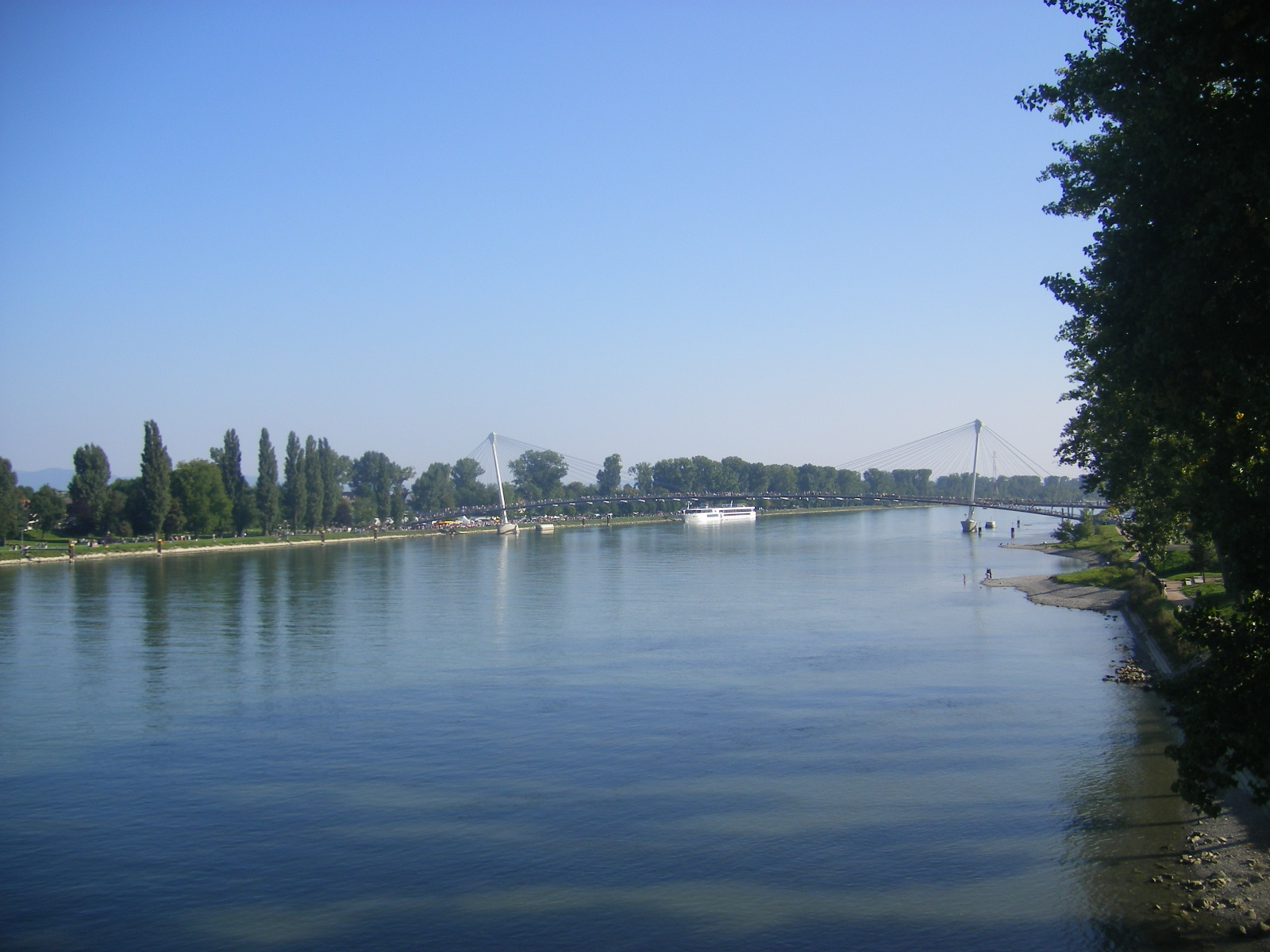
流經凱爾（Kehl）與史特拉斯堡附近的萊茵河

直到1980年代早期，工廠是水汙染的主要來源。瑞士境內的萊茵河沿岸設立許多工廠，不過魯爾區的下萊茵河沿岸亦有許多工廠聚集。萊茵河在這裡穿過科隆、杜伊斯堡與杜塞道夫等大城市。杜伊斯堡是歐洲最大的內河港，從這裡可以通往鹿特丹、安特衛普與阿姆斯特丹等海港。魯爾河在杜伊斯堡流入萊茵河，流量為每秒70立方公尺。萊茵河的水現在相當乾淨，因為附近大部分的工業已經消失超過十年了。而魯爾河現在是供給飲用水的區域。然而其他魯爾區的河流，例如埃姆舍爾河（Emscher）附近的水源仍然遭受到汙染。萊茵河靠近荷蘭邊界的地區，流量為每秒2,290立方公尺，平均寬度超過300公尺。

### 荷蘭
然後萊茵河往西流，進入了荷蘭境內。萊茵河與斯海爾德河、默茲河形成了萊茵－斯海爾德－默茲三角洲，是歐洲西部最大的三角洲之一。萊茵河在Spijk進入荷蘭的境內，接近奈梅亨與阿納姆時，是萊茵河的河道最寬闊的地區，不過隨後又分成3條支流：下萊茵河、瓦爾河（Waal）與艾瑟爾河。
萊茵河流域從這裡開始變得更為複雜，荷蘭語中的萊茵河（Rijn）不再適合用來形容主要河道。大部份的萊茵河（3分之2）往西流，通過瓦爾河、梅爾韋德河（Merwede）與新梅爾韋德河（Nieuwe Merwede），然後與默茲河匯流，通過荷兰水道與哈靈水道（Haringvliet）河口後，最後注入北海。下梅爾韋德河（Beneden Merwede）在靠近哈尔丁斯费尔德－希森丹時岔開，這個部份的河段被稱為北河（Noord），然後北河在小孩堤防與萊克河（Lek River）相匯流成為新馬斯河，流經鹿特丹、斯赫尔河（Het Scheur）與新水道（Nieuwe Waterweg）後進入北海。在多德雷赫特的地方分成舊馬斯河（Oude Maas），然後往西流與新馬斯河匯流成瑞普河。
其他3分之一的萊茵河水流則在通過Pannerden水道後，分成艾瑟爾河與下萊茵河。艾瑟爾河擁有約9分之1的水量往北流注入艾瑟爾湖；下萊茵河擁有約9分之2的水量，且平行的往西流進入瓦爾河。但是下萊茵河在Wijk bij Duurstede則被稱萊克河。萊克河則往西流與北河匯流成新馬斯河，最後注入北海。
「Rijn」這個名稱從這裡開始只用來描述這些從羅馬時代構成萊茵河且繼續往北流的小溪流上，雖然它們保留了這個名稱，但是並沒有減少萊茵河的水量。這些溪流被人類用來排乾四周的土地與迂田。從迪爾斯泰德附近韋克開始，萊茵河古老的北支流稱為彎曲萊茵河（Kromme Rijn），經過烏得勒支後，則分別被稱為萊頓萊茵河（Leidse Rijn）與舊萊茵河（Oude Rijn）。後來水流繼續向西流並在卡特韋克進入閘溝，最後流入北海。這條支流曾經沿著日耳曼長城的周圍流過。

## 地質

### 阿爾卑斯造山運動

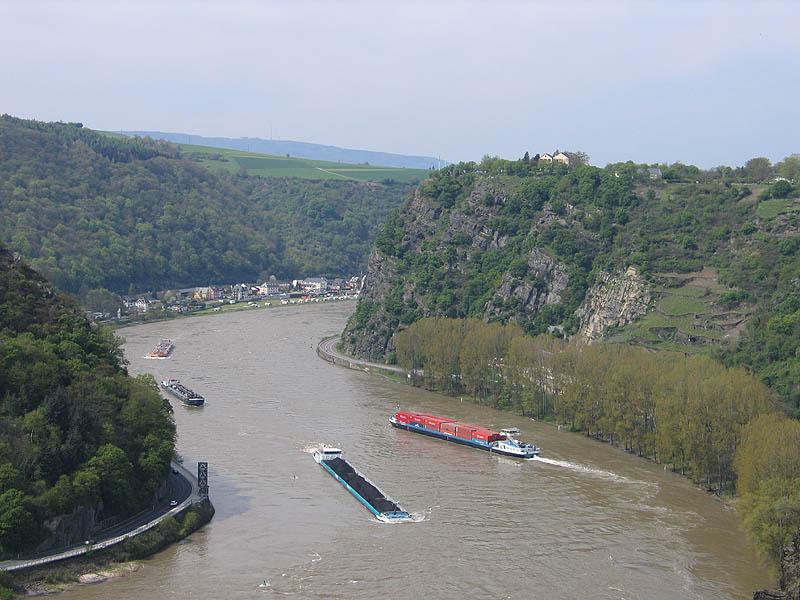
航行至萊茵河罗蕾莱處的船隻

萊茵河從阿爾卑斯山流向北海海盆，現今萊茵河的地理與地質環境是從阿爾卑斯造山運動時開始形成的。
在歐洲南部，這個時期從約在2億4000萬至2億2000萬年前的中生代三疊紀開始，位於歐亞板塊與非洲板塊之間的古地中海出現。現在的地中海是來自於這個稍微比較大的古地中海。在1億8000萬年前的侏儸紀，歐亞板塊與非洲板塊往反方向移動，開始擠壓古地中海海床，使得歐亞大陸壓在古地中海的上方，板塊的邊緣在新生代的漸新世與中新世的阿爾卑斯造山運動。在這次擠壓中有幾個板塊的位置移動，形成地中海附近獨特的地質特徵，包括庇里牛斯山、義大利的阿爾卑斯山、向西移動的安那托利亞與希臘的山脈及島嶼。這種擠壓與造山運動持續到現在，導致山脈每年持續上升與火山活動。
在歐洲的北部，北海海盆是在三叠纪與侏儸紀時形成的，直到現在沉積物仍在繼續堆積。在阿爾卑斯造山運動與北海海盆沉積之間的區域，地勢仍然比較高，包括阿登、艾菲爾山與孚日省，這是因為比較早期的華力西（Variscan）造山運動所造成的。
在始新世之後，阿爾卑斯造山運動在這個區域造成了一個N-S裂口系統。這個裂口主要是由位於德國東南部/法國東部的上萊茵地塹與德國西北部/荷蘭東南部的下萊茵灣。在中新世的時候，一個河流系統在上萊茵河地塹發展起來，它繼續往北流，被認為是最早的萊茵河。在這時期，還沒有任何支流流入萊茵河，反而隆河與多瑙河的分水嶺從阿爾卑斯山北側流走。

### 河流襲奪
現在阿爾卑斯山是萊茵河的分水嶺，但是原先並非如此。在中新世時，萊茵河的分水領只有到艾菲爾山與韋斯特林山的南部，大約位在阿爾卑斯山北邊450公里的位置。然後锡格河流入萊茵河，不過摩澤爾河則尚未成為萊茵河的支流。阿爾卑斯山北麓則往多瑙河注入。
萊茵河憑著河流襲奪往南延伸，並導致它的支流持續增加。在上新世時期，萊茵河已經靠著河流襲奪達到孚日山脈，包括摩澤爾河、美因河與內卡河都成為它的支流。阿爾卑斯山北部則是隆河的流域。萊茵河在更新世早期時，已經將現在大部分阿爾卑斯山原本流入隆河的河川納入流域之中，包括阿勒河在內。從這個時候開始，萊茵河流域擴展到博登湖上游，而美因河的上游（施韋因富特之後）與孚日山脈（馬士河）也已經成為萊茵河流域的一部份。

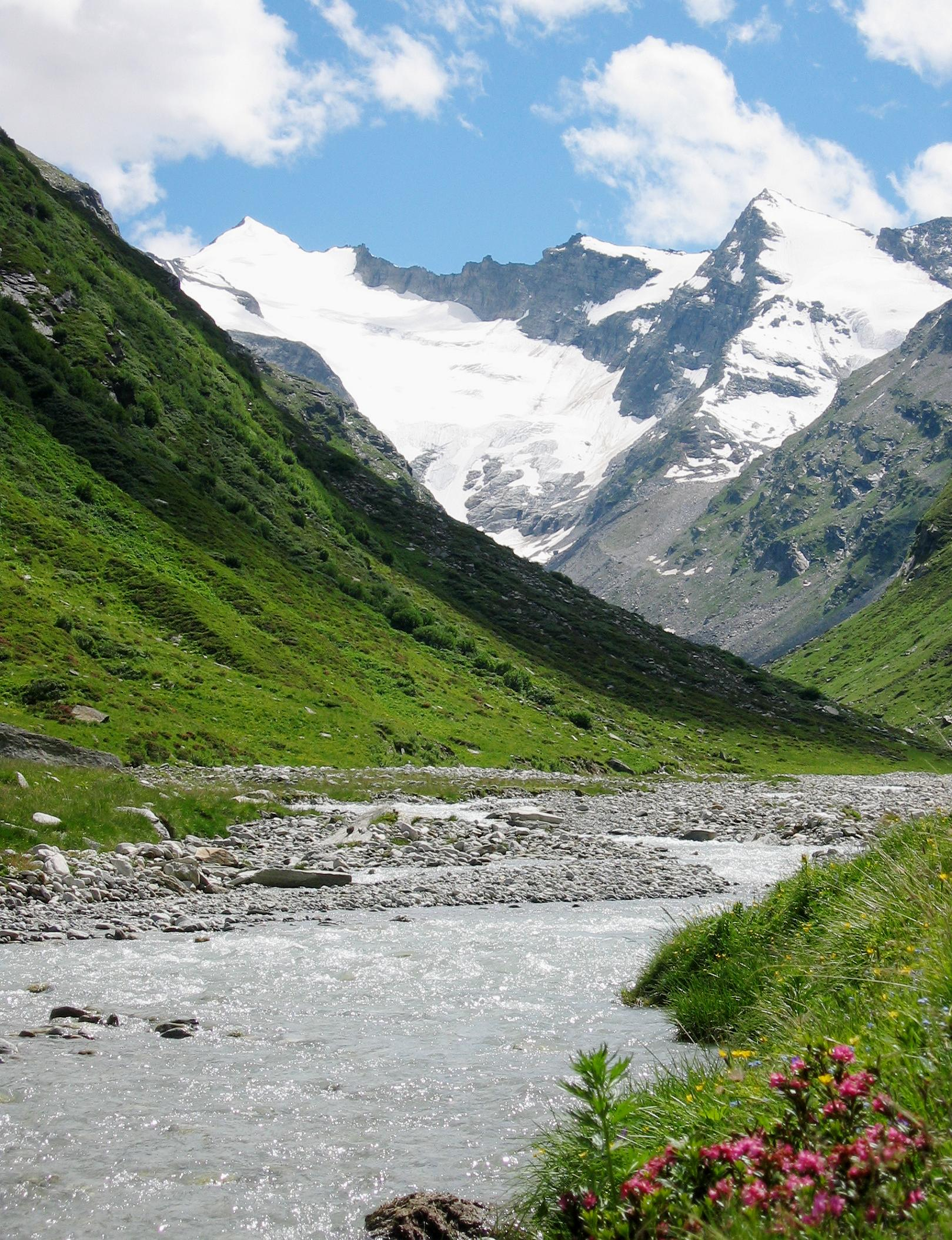
萊茵瓦爾德峰（Rheinwaldhorn）的天堂冰河是萊茵河的發源地

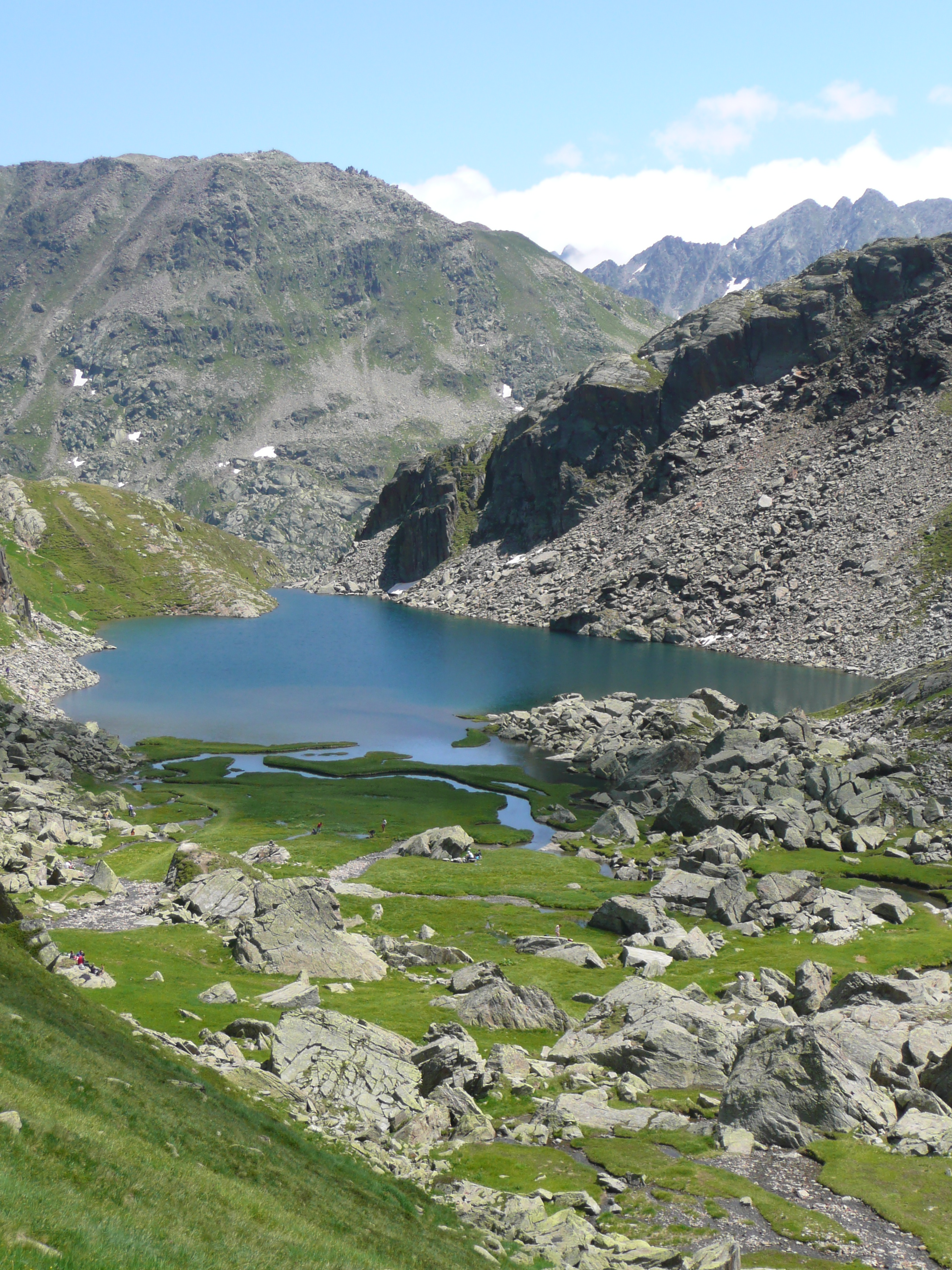
位於海拔2,345公尺高度的圖馬湖（Lake Tuma）是萊茵河的源頭

### 冰河時期
更新世是冰河期交錯的時代，大約6個主要的冰河期在600,000年前開始。當時海平面下降120公尺，大陸大部分的邊緣地區於是暴露出來。在更新世早期，萊茵河是往西北方向流動，注入現在的北海。在盎格魯冰河期（Anglian glaciation）時期，現在北海的北部是被冰所覆蓋，且透過這英格蘭的運河形成大湖。使得萊茵河的源頭透過這英格蘭的運河轉向。在冰河時期間，塞納河的河口位於布雷斯特近海，所以泰晤士河及塞納河皆是塞納河支流。當海平面在間冰期大約回複到原先的高度時，萊茵河於是在現在的荷蘭境內形成三角洲。
最後一次冰河期從74,000年前持續到更新世結束。在歐洲西北部，有兩個階段非常寒冷，分別在70,000年前與29,000-24,000年前達到頂峰。第2個階段稍微比末次冰盛期（Last Glacial Maximum）還早。在這時期，下萊茵河往西流，通過荷蘭，延伸西南方通過英國運河，最後注入大西洋。英國與以色列運河與大部份的北海變成陸地，主要是因為當時的海平面比現在低約120公尺。
在最後一次冰河期，現在萊茵河大部分的源頭並非位於冰層下方，雖然它的來源無疑是冰河的水。冰河時期凍土層的植物與動物群從亞洲延伸越過歐洲中部抵達大西洋。在末次冰盛期，當時冰棚覆蓋在斯堪的那維亞、波羅的海、蘇格蘭及阿爾卑斯山，於是凍土層自然分布在這個區域。黃土或是被風吹拂的塵土越過凍土層，沉積在萊茵河谷與四周，導致土壤相當適合農耕。

### 最後一次冰河時期
當歐洲西北部在22,000年前緩慢地開始暖化，冰凍的底土及阿爾卑斯山延伸出的冰河開始融化，冬季的積雪也在春季融化。大部分都進入萊茵河的周圍，下游河道因此增長。快速的暖化與植披轉變成開放的森林開始在13,000年前。大約在9000年前，歐洲已經完全是樹木叢生。
隨著全球的冰覆縮小，海洋的水位升高，英吉利海峡與北海再度被水淹沒。冰雪融化後的水流入大海，陸地的沉積被水淹沒成為歐洲的海岸線（海侵）。大約在11,000年前，萊因河河口位於多佛尔海峡。北海的南部仍然存在一些陸地連接歐洲大陸及英國。大約在9,000年前，海平面上升後，這個連接遭到阻斷，並影響人類居住的分布狀況。
從7,500年前開始，潮汐的狀況及水流與現在相當的類似。海平面上升的頻率已經下降，主因是萊茵河沉積與海岸持續隆起：至少在7,000年以前，海岸線與現在相當類似。在北海的南部，因為地層構造的沉積，海平面仍然繼續上升，100年上升約1－3公分（最近3,000年上升1公尺）。

### 全新世三角洲
在全新世開始之後（11,700年以前），萊茵河進入冰河時期所遺留下來的山谷。隨著荷蘭地區海平面繼續上升，全新世萊茵河-默茲三角洲於8,000年前開始形成。同時代的絕對海平面上升和地理構造的沉降對於三角洲的變化造成強烈的影響。
人類的影響於3,000年前出現在三角洲地區，因此土地清除情況增加（銅器時代的農業活動） ，萊茵河在高地地區（德國中部）沉積情況快速增加，三角洲面積增加速度也因此變快。
目前瓦爾河和下萊茵河是透過鹿特丹附近的前默茲河口流入北海。萊茵河分支艾瑟爾河流向北方，進入艾瑟爾湖（艾瑟爾湖前身為鹹水潟湖，但是自從1932年以來逐漸成為一個淡水湖泊）。萊茵河的水量被劃分為三個部份：瓦爾河（佔有6/9的水量）、下萊茵-萊克河（佔有2/9的水量）和艾瑟爾河（佔有1/9的水量）。

## 支流
| 左岸 - 图尔河 - 特斯河 - 阿勒河 - 比尔斯河 - 比尔西希河 - 伊尔河（法国） - 莫德尔河 - 劳特尔河 - 纳厄河 - 摩澤爾河 - 内特河 - 阿尔河 - 埃尔夫特河 - 默兹河 (与莱茵河共同形成三角洲) | 右岸 - 后莱茵河 - 伊尔河（奥地利） - 舒森河 - 武塔赫河 - 阿尔布河（黑森林南部） - 维瑟河 - 埃尔茨河 - 金齐希河 - Rench - 阿赫河 - 穆尔格河 - 阿尔布河（黑森林北部） - 普芬兹河 - 内卡河 - 美因河 - 兰河 - 维德河 - 锡格河 - 伍珀河 - 迪塞尔河 - 魯爾河 - 埃姆舍尔河 - 利珀河 - 旧艾瑟尔河 - 贝克尔河 |

## 运河
顺序：从上游到下游:
- 莱茵河-美因河-多瑙河运河— 德国西南部
- 阿爾薩斯大運河 —  法国东部
- Rhine-Herne Canal（英语：Rhine-Herne Canal） —  德国西北部，沟通Dortmund-Ems Canal（英语：Dortmund-Ems Canal）和中德运河
- Maas-Waal Canal（英语：Maas-Waal Canal） — 荷兰中东部
- Amsterdam-Rhine Canal（英语：Amsterdam-Rhine Canal） — 荷兰中部
- Scheldt-Rhine Canal（英语：Scheldt-Rhine Canal） — 荷兰西南部
- Canal of Drusus（英语：Canal of Drusus）

## 沿岸城市
- 大型城市：巴塞尔、斯特拉斯堡、卡尔斯鲁爾、曼海姆、路德维希港、威斯巴登、美因茨、科布倫茲、波昂、科隆、勒沃库森、杜塞尔多夫、诺伊斯、克雷费尔德、杜伊斯堡、尼美根、阿納姆、鹿特丹
- 中型城市：康斯坦茨、沙夫豪森、施派尔、沃尔姆斯、莱茵河畔宾根、新維德、安德纳赫、巴特洪内夫、柯尼希斯温特、博恩海姆、下卡塞尔、韦瑟灵、多爾馬根、莱茵河畔蒙海姆、韦瑟尔、克桑滕、萊茵河畔埃默里希
- 港口：杜伊斯堡、杜塞尔多夫、诺伊斯、科隆、美因茨、曼海姆、卡尔斯鲁厄、凱爾

### 引用
1. ↑  Frijters and Leentvaar (2003)
2. ↑  Schrader, Christopher; Uhlmann, Berit. . sueddeutsche.de. March 28, 2010  [2010-03-27]. （原始内容存档于2010-03-31） （德语）.
3. ↑  . The Local – Germany's news in English. March 27, 2010  [2010-04-09]. （原始内容存档于2012-05-30）.
4. ↑  Hoffmann et al. (2007)
5. 1 2  Gouw and Erkens (2007)

## 外部連結
- Rhine online water guide and map
- Bibliography on Water Resources and International Law（页面存档备份，存于） Peace Palace Library
- Spatial Planning Key Decision Room for the River. Investing in the safety and vitality of the Dutch river basin region (Dec 2006)PDF（1.31 MB）
- Aerial Photos of the Upper Middle Rhine Valley World Heritage[永久]
- Lorelei Info - Information all around the Lorelei in the Upper Middle Rhine Valley World Heritage （页面存档备份，存于）
- Official Guide to the Middle Rhein (UNESCO World Heritage)
- Article about the Middle Rhine Valley with nice photo gallery (German)